# Tanja Raunig
Tanja Raunig (* 3. Mai 1989 in Klagenfurt) ist eine österreichische Schauspielerin.

## Leben
Tanja Raunig wuchs in Haimburg bei Völkermarkt auf. 2008 legte sie die Matura ab. Am Konservatorium Klagenfurt ließ sie sich während der Oberstufe von Ulrike Finder im klassischen Gesang ausbilden. Von 2008 bis 2011 erhielt sie ihre schauspielerische Ausbildung an der Schauspielschule Krauss in Wien.

## Theater
Ihr erstes Theaterengagement hatte sie 2007 mit der Hauptrolle als Pippi Langstrumpf am Artecielo Klagenfurt. Schon während ihrer Schauspielausbildung trat sie unter anderem 2007 und 2008 bei den Südkärntner Sommerspielen auf, 2009 und 2010 im Schlosstheater Albeck und 2011 im Hoftheater Mauthausen.
Gleich nach ihrem Abschluss an der Schauspielschule Krauss bekam sie ihre erste Rolle am Theater der Jugend in Wien. In Ulrich Hubs Fassung Des Königs liebstes Kind, einer Adaption des Shakespeareklassikers König Lear, spielte sie die Cordelia und den Narren. Sie ist seither Ensemblemitglied am Theater der Jugend. 2013 spielte sie in einer Inszenierung von Henry Mason die Rolle der Hermia im Sommernachtstraum bei den Salzburger Festspielen. 2015 übernahm sie die Hauptrolle in Alice im Wunderland bei den Sommerspielen Melk, wo sie im Jahr darauf sowohl in der Odyssee, als auch in der Musikrevue Proud Mary zu sehen war. 2015 war sie für die Rolle des Pony Hütchens in Emil und die Detektive für den Nachwuchsnestroy nominiert. Unter der Regie von Emmy Werner war sie 2017 bei den Raimundspielen Gutenstein in Der Alpenkönig und der Menschenfeind als Malchen und Salchen zu sehen. 2018 debütierte sie am Stadttheater Klagenfurt. Seit 2019 ist sie in mehreren Stücken am Rabenhof Theater in Wien zu sehen.

## Film
2009 bekam sie bei ihrem ersten Casting die Rolle der Feli Fuhrmann im Aufschneider, in dem sie die Tochter von Ursula Strauss und Josef Hader spielte. Seither ist sie in verschiedenen Film- und Fernsehproduktionen zu sehen. Seit 2011 gehört sie zur Stammbesetzung des österreichischen Tatorts. Darin spielte sie Claudia Eisner, die Tochter des Kommissars. Im September 2011 war sie im 3D-Horrorfilm One Way Trip 3D als Lilli zu sehen. Für diese Darstellung bekam sie bei den fright nights 2012 den Preis für die beste Darstellerin. In der seit 2018 produzierten ORF-Serie Walking on Sunshine spielt sie seit der ersten Staffel die Rolle der Jana Fischer. 2019 stieß sie in der zweiten Staffel Meiberger – Im Kopf des Täters als Gerichtsmedizinerin zum Stammcast hinzu.

## Theater
- 2007: Tartuffe, Sommerspiele Eberndorf
- 2008: Der Florentinerhut, Sommerspiele Eberndorf
- 2009: Der Brandner Kaspar, Albecker Schlosstheater
- 2010: Lord Arthurs Verbrechen, Albecker Schlosstheater
- 2011: Gefährliche Liebschaften, Hoftheater Mauthausen
- 2012: Des Königs liebstes Kind, Theater der Jugend
- 2012: Wie man unsterblich wird, Theater der Jugend
- 2013: Ein Sommernachtstraum, Salzburger Festspiele
- 2013: Die Unendliche Geschichte Teil 1, Theater der Jugend
- 2013: Karlsson vom Dach, Theater der Jugend
- 2014: Die Unendliche Geschichte Teil 2, Theater der Jugend
- 2015: Emil und die Detektive, Theater der Jugend
- 2015: Alice im Wunderland, Sommerspiele Melk
- 2015: Live is Life, Musikrevue Sommerspiele Melk
- 2016: Kalle Blomquist, Theater der Jugend
- 2016: Odyssee, Sommerspiele Melk
- 2016: Ein Schiff wird kommen, Musikrevue Sommerspiele Melk
- 2017: Der Nussknacker, Theater der Jugend
- 2017: Der Alpenkönig und der Menschenfeind, Raimundspiele Gutenstein
- 2018: Rumpelstilz!, Musical Stadttheater Klagenfurt
- 2018: Monsieur Claude und seine Töchter, Sommernachtskomödie Rosenburg
- 2019: Rotterdam, Rabenhof Theater
- 2022: Wie es euch gefällt, Theatersommer Haag
- 2023: HEIL – Eine energetische Reinigung, Rabenhof Theater
- 2024: Publikumsbeschimpfung, Rabenhof Theater

## Filmografie
- 2009–2010: Tom Turbo
- 2010: Aufschneider
- 2011: SOKO Donau – Am Limit
- seit 2011: Tatort
  - 2011: Vergeltung
  - 2011: Ausgelöscht
  - 2012: Kein Entkommen
  - 2012: Falsch verpackt
  - 2013: Zwischen den Fronten
  - 2013: Unvergessen
  - 2014: Abgründe
  - 2014: Deckname Kidon
  - 2016: Die Kunst des Krieges
  - 2017: Schock
  - 2024: Dein Verlust
- 2011: One Way Trip 3D
- 2012: SOKO Kitzbühel – Und nichts war wie zuvor
- 2012: Diamantenfieber oder Kauf dir einen bunten Luftballon
- 2015: SOKO Donau – Ausgebremst
- 2016: SOKO Kitzbühel – Ausgeliefert
- 2018–2023: Walking on Sunshine
- seit 2019: Meiberger – Im Kopf des Täters (Fernsehserie)
- 2019: SOKO Donau – Entfesselt
- 2019: Stadtkomödie – Der Fall der Gerti B.
- 2021: Meiberger – Mörderisches Klassentreffen (Fernsehfilm)
- 2025: SOKO Donau/SOKO Wien – Cui Bono? (Fernsehserie)

## Auszeichnungen
- 2012: Fright Nights, Auszeichnung als beste Darstellerin in einem Horrorfilm für One Way Trip 3D
- 2015: Nestroy, Nominierung in der Kategorie Bester Nachwuchs Weiblich für Emil und die Detektive